# 田中秀喜
田中 秀喜（たなか ひでき、1969年2月17日 - ）は、NHKのチーフアナウンサー。

## 人物
熊本県菊池郡菊陽町出身。
熊本県立熊本高等学校を経て、一橋大学社会学部を卒業後、1992年（平成4年）に入局。

## 嗜好・挿話
アナウンサーとして
- 出身地である九州を中心として、アナウンサーとしての重厚なキャリアを重ねて来ており、九州沖縄地区の視聴・聴取者にはお馴染みのアナウンサーである。また、勤務する局によりスポーツ実況を行ったり、ナレーション、地域報道に携わるなど様々なジャンルで活動している。
- 北九州放送局在籍時に、当時上司として在籍していた迎康子の影響で始めた朗読は、現在でもライフワークとして取り組んでいる[4][5]。(※これまでに『ラジオ文芸館』への出演歴が５回ある[6][7][8][9][10]。
- 1度目の福岡放送局勤務時代には、NHK福岡放送局・開局70年（2000年）のキャッチコピー『伝えます アジアの鼓動 ふるさとの心』を考案した[11]。
- 佐賀放送局時代の1998年に佐賀空港開港記念特番、北九州放送局時代の2006年に北九州空港移転記念特番でそれぞれ司会を務めた[12]。
- 2011年の夏の異動で、出身地にある熊本放送局勤務となった。
- 熊本放送局時代には、2016年の熊本地震に遭ったことを8年後の2024年4月16日放送された『はっけんラジオ』で語った。
- 2016年の夏の異動で、山口放送局勤務となった。その後、武藤友樹の後任として、放送部副部長を務めた。
- 2019年の夏の異動で、2度目の福岡放送局勤務となった。
- 『ニュース845福岡』の放送終了直前に「続いて（この後は）『ニュースウオッチ9』です。」とアナウンスする数少ないアナウンサーの一人である。
- 2021年の夏の異動で、2度目の北九州放送局勤務となった。
- 2025年の夏の異動で、2度目の熊本放送局勤務となった。

その他の逸話
- 武田真一が2023年2月末日付、吉田賢が2025年5月末日付でNHKを退職するまで、NHKアナウンサー・熊高（くまたか）（＝熊本県立熊本高校）OB・四天王の内の一人であった。（残りの1名は稲塚貴一。）
- 同郷の庭木櫻子（2021年3月まで福岡局勤務）と、よく局内で出身地トークをやっていた[13]。
- 白髪が増えてきた一方で毛髪を原則染めない事を放送局のブログで宣言した。
- 趣味は、ヒーローソングを中心に、フォークや演歌、昭和の名曲やなつかしのアイドルソングを熱唱すること。一度目の北九州放送局勤務の際には夕方ニュース番組の中の一コーナーで「ご当地ヒーロー・環境戦士アースマン」に扮し、テーマソングも自作した[14][15]。

## 現在の担当番組
- アナウンスグループ統括
- 熊本放送局制作番組の編集責任者
- クマロク!（編集責任者）
- クマロク!645（ローテーション制）
- はっけんTV〜熊本〜（編集責任者）
- くまもとの風（編集責任者）
- ニュース845くまもと（ローテーション制）
- 熊本県のニュース
- 緊急報道（熊本局発）

## 過去の担当番組
※太字は、レギュラー番組

### 鹿児島放送局時代（1992年6月 - 1996年7月）
- ひるの散歩道（NHKラジオ第1・司会、1994年9月1日 - 3日）[注釈 1][16]
- きょうの料理 この土地この味「豪快!カツオ料理～鹿児島・枕崎市」（1995年5月12日）[17]
- 第45回 別府・大分毎日マラソン（NHKラジオ第1・リポーター、1996年2月4日）[18]
- 夕べのひととき（NHK-FM）[19]
- イブニングネットワークかごしま（スポーツキャスター）
- 高校野球（鹿児島県大会）・他スポーツ実況[3]

### 佐賀放送局時代（1996年8月 - 1999年7月）
- 大相撲中継 他スポーツ実況 （大相撲1997年（平成9年）春場所[20]、夏場所[21]、名古屋場所[22]、1998年（平成9年）春場所[23]、九州場所[24]）
- 600情報どっかん!（司会、月 - 金曜 18:00-19:00）[25]
- NHK佐賀特集「好（ハオ）・景徳鎮はいま」（総合）（1998年2月17日）[26]
- 佐賀空港開港（移転）記念特番（1998年7月28日?）
- にっぽん列島小さな旅「玄界灘の小さな島に生きて～佐賀県唐津市・神集島」（総合、1998年10月24日）[27]
- ひるどき日本列島「有明海のムツゴロウ」「佐賀有明海ワラスボ」「有明海のワタリガニ」「佐賀干拓地レンコン」「幻の魚エツ・筑後川」（1999年7月12日 - 16日）[28][29][30][31][32]

### 福岡放送局時代（1度目）（1999年8月 - 2002年7月）
- おはようサタデー九州沖縄（キャ スター、2001年度）[3]
- 九州沖縄一本勝負（福岡県域）（キャスター、2002年度）[33]
- にっぽん列島小さな旅 「木挽歌の響く村で～福岡県・矢部村」（総合、2000年2月8日）[34]
- 列島スペシャル「海を見つめなおして～有明海・のり再生の願い～」（BS1、2002年3月2日）[35]
- BSあの歌この芸（BS-2、2001年9月3日[36]、9月6日[37]、9月18日[38]）

### 北九州放送局時代（1度目）（2002年8月 - 2006年7月）
- NEWSシャトル北九州（キャスター、2002年8月 - 2006年7月）[39][40]
- なんしよ〜ん!?北九州（リポーター、2004年4月 - 2006年3月）[41]
- 生活ほっとモーニング 「くらしが変わる モノ知り旅～ハンガー・石けん」（2003年5月8日）[42]
- ラジオ文芸館（ラジオ第1）「野いちご」（※1度目の出演）（2003年6月8日）[6]
- はなす きく よむ 「朗読～組み立て」（ラジオ第2、2003年9月14日）[43]
- ふくおかスペシャルｆ45 －福岡県セレクション－ 「漁場対抗!海の幸自慢」（2003年10月14日）[44]
- 生活ほっとモーニング 「くらしが変わるモノ知り旅～タオル・便器」（2004年5月6日）[45]
- たべもの新世紀 ▽菜の花から生まれた野菜“ナバナ”～福岡県椎田町 （2005年4月3日）[46]
- 地球だい好き 環境新時代 ▽北九州発・地域通貨 リサイクルに挑む（リポーター・総合、2005年7月31日）[47]
- さわやか自然百景 「福岡 平尾台」（BS-2・BS-hi、2005年7月31日）[48]
- 北九州空港開港（移転）記念特番（2006年3月16日?）

### 高松放送局時代（2006年8月 - 2009年7月）
- 笑ってうたって しあわせ家族'（ナレーション）'[4]
- 高松放送局アナウンサーブログ[49]管理人（2008年の局サイトの全国様式統一に併せ開設）
- アナウンス統括代理（白崎義彦の東京出張時の代理）
- 四国羅針盤 「商店街再生～香川・丸亀町の挑戦～」[50]（ナレーション、2007年2月10日）
- 渋谷アニメランド（NHKラジオ第1）[51]（2007年11月3日）
- ふるさとの食 にっぽんの食 「産地の力 消費者の力」[52]（レポーター、2008年3月22日）
- 知られざる野生「ヒヨケザル～闇夜の忍者」（BS）[53]（2008年4月4日）
- ふだん着の温泉「もてなしの心あふれて～香川・白鳥温泉～」（総合）（ナレーション、2008年9月14日）[54]
- 今日はここ行こ!「出発進行！こんぴら参り[55]」（2009年3月19日）
- 845かがわ（ローテーション制）
- 645かがわ（ローテーション制）
- おはようかがわ（ローテーション制）

### 東京アナウンス室時代（2009年8月 - 2011年7月）
- サイエンスZERO（ナレーション）(2010年4月10日 - 2011年3月26日）[56]
- あぁ!言い違いすれ違い（方言ファイルアナウンサー）[57]
- 新日本紀行ふたたび～NHKアーカイブス～「陶の道 新たに～愛知県瀬戸市～」（ナレーション、2010年1月9日）[58]
- ホリデーインタビュー「カラダに聞いてみよう～振付家・ダンサー 近藤良平～」（聞き手、2010年1月11日）[59]
- ラジオ文芸館「ひとしずく」（※2度目の出演） （2010年4月10日）[7]
- ワイルドライフ「ボルネオ 謎の飛行生物」（ナレーション）（2010年6月5日）[60]
- 朗読ひろば in スタジオパーク - アナウンサーが広げることばの世界 - （ラジオ第1）[61]（2010年11月23日）
- サンセットパーク（NHK-FM）[62] （2011年2月16日）
- こんなステキなにっぽんが「氷が育（はぐく）む北の大アサリ～北海道根室市～」[63]（BS）（ナレーション、2011年3月22日）
- 麻里子さまのおりこうさま!（ナレーション、2011年3月31日のスペシャルのみ）
- 2011年3月の東北地方太平洋沖地震では、青森放送局に応援で派遣され、災害情報を中心にローカルニュースを担当した。

### 熊本放送局時代（1度目）（2011年8月 - 2016年6月）
- クマロク! （アンカー＝メインキャスター）（2014年4月 - 2016年3月）[64]

（※2014年4月 - 2015年3月→新井隆太 アナと2週間交替で出演，2015年4月 - 2016年3月→佐藤克樹 アナと2週間交替で出演）
- 歌の散歩道（2011年8月2日[65]、10月4日[66]）
- ラジオ文芸館「アニヴァーサリィ」（※3度目の出演） [8]（2012年12月8日）
- さわやか自然百景「熊本 荒尾干潟」（ナレーション、2013年8月25日）[67]
- 第33回 全国豊かな海づくり大会 くまもと[68]（2013年10月27日）
- ニュース845くまもと（ローテーション制）
- ニュース645くまもと（ローテーション制）

### 山口放送局時代（2016年6月 - 2019年6月）
- 情報維新!やまぐち（編集責任）
- ひるまえ直送便・山口（編集責任）
- 情報維新!やまぐち845（ローテーション制）
- おはよう山口（ローテーション制）
- 山口県のニュース（平日）など[69]
- プレミアムトーク 中原中也と「朗読屋」（BSプレミアム）[70] （2017年1月18日）
- ラジオ文芸館 「親方と神様」（※4度目の出演） [9][71]（2017年12月2日）
- よみがえる雪舟の名画（BSプレミアム）（語り、2017年11月24日）
- 民謡をたずねて 山口県美祢市（ラジオ第1・FM）（2018年12月8日、15日、22日）[72][73][74]
- 放送部副部長、デスク業務
- 山口放送局制作番組の編集責任

### 福岡放送局時代（2度目）（2019年6月 - 2021年7月）
- 福岡県、および九州沖縄]のNHKニュース (テレビ・ラジオ)
- （特に）土曜 - 日曜のラジオニュース（九州沖縄）の泊まり勤務担当 〈※20:55 - 21:00のNHKニュース(テレビ番組)（九州沖縄）も兼任〉[注釈 2]
- ニュース845福岡（ローテーション制）
- はっけんラジオ（ローテーション制）
- おはよう九州沖縄（キャスター代行：2019年8月5日 - 9日、2020年8月11日 - 14日）
- 各種ナレーション
- ラジオ深夜便▽ラジオ文芸館「月と老人」(※5度目の出演)[10][75](2020年5月18日)
- はっけんラジオ ～九州・豪雨から1か月～（2時間特番）（メインパーソナリティー、2020年8月4日)[76][77]
- 福岡県知事候補者 経歴・政見放送（総合・ラジオ第1）（ナレーション、2021年3月30日 - 4月8日）
  - テレビ - 3月31日、4月6日、4月8日[78][79][80]
  - ラジオ - 3月30日、4月2日、4月7日、4月8日[81][82]

### 北九州放送局時代（2度目）（2021年7月 - 2025年6月）
- ニュースブリッジ北九州（キャスター：2022年4月4日 - 2025年6月24日）（富田典保と隔週で担当）
- ニュース845北九州（担当ローテーション制）
- きたきゅーラジオ（パーソナリティー・編集責任）
- ニュース845福岡（2023年2月15日、2024年4月16日、2025年5月21日・応援派遣要員） - 福岡局より
- はっけんラジオ - 福岡局より
  - 「健康講座・卵1ついいの 健康な食べ方は?」（2023年2月15日）
  - にっぽん列島夕方ラジオ「なぜかまるごとタナカヒデキSP」（2024年4月16日）※田中秀樹（福岡局・当時）と共演
- ラジオニュース（九州沖縄、R1・FM）の泊まり勤務担当（2023年2月16日 - 17日、2024年4月17日 - 18日、2025年5月22日 - 23日・応援派遣要員）
- 九州沖縄のニュース（2024年4月16日、2025年5月21日・応援派遣要員） - 福岡局より
- アナウンスグループ統括

## 同期のアナウンサー
- 伊藤由紀子
- 大橋信之
- 緒方啓三
- 小笹俊一
- 小野文惠
- 加藤謙介
- 栗田勇人
- 里匠
- 三瓶宏志
- 鈴木理司
- 高鍬亮
- 高井真理子
- 田淵雅俊
- 出山知樹
- 所浩英
- 鳥海貴樹
- 中尾晃一郎
- 中村豊
- 荷方賢治
- 野村優夫
- 福田光男
- 藤本憲司
- 堀井洋一
- 真下貴
- 本沢一郎
- 八尋隆蔵
- 山本美希[注釈 3]。